# Пашозеро
Пашозеро (рус. Пашозеро; веп. Pašgär) моренско је језеро на северозападу европског дела Руске Федерације. Налази се на територији Тихвинског рејона, на крајњем истоку Лењинградске области. Географски припада подручју Вепског побрђа. Из њега отиче река Паша (притока Свира) преко које је повезано са басенима реке Неве и Балтичког мора.
Језеро има форму лука са максималном дужином од 9,7 километара, односно ширином која не прелази 600 метара. Површина језерске акваторије је 5,6 км², а просечна дубина око 25 метара (максимална дубина је до 50 метара).
Језерско дно је углавном песковито, изузев у источном делу где доминира муљевита основа. Јужна обала је знатно виша у односу на источну која је доста ниска и обрасла мочварном вегетацијом. Обале су углавном обрасле четинарским (бор и смрча) и листопадним шумама, док су уз подручја око насељених места доминантне ливаде и пашњаци.
Поред реке Паше која је једина отока из језера (отиче са његове западне обале), највеће притоке су речице Уљаница, Чуга, Урја и Кузрека.
У прошлости је језеро било богато рибом, а сваког пролећа ту су се мрестили ладошки лососи. Због високог степена загађености реке Паше и кориштења њеног водотока за транспорт дрвета рибљи фонд у језеру је готово десеткован. Највеће насеље које лежи на његовим обалама је село Пашозеро са око 375 становника.